# Arma a canne rotanti moderna

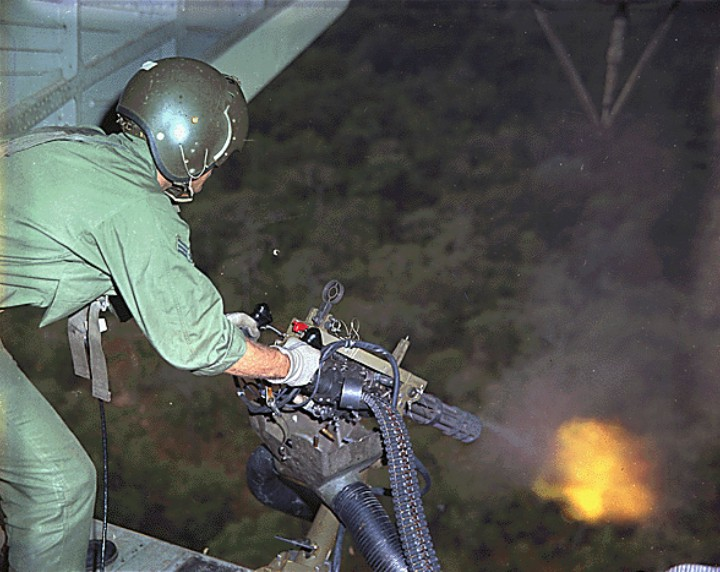
Una M134 Minigun che fa fuoco da un HH-3F durante la guerra in Vietnam

Le armi a canne rotanti moderne sono delle armi da fuoco contraddistinte dalla presenza di canne che ruotano durante il fuoco. Si basano sul principio della mitragliatrice Gatling del 1861. 

## Storia
Dopo che le mitragliatrici ad azionamento manuale furono largamente rimpiazzate da armi più leggere ed economiche, a ricarica tramite il recupero di gas oppure per rinculo della canna (ad iniziare dalla mitragliatrice Maxim di fine ottocento), l'approccio all'utilizzo di molteplici canne rotanti cadde in disuso. Armi simili alla Gatling cominciarono a riapparire nella prima guerra mondiale, con la tedesca Fokker-Leimberger, e negli anni cinquanta, quando si richiedevano mitragliatrici e cannoni ad elevatissima cadenza di fuoco negli aerei militari.
Una delle principali ragioni della ripresa del progetto di cannoni in stile Gatling è la tolleranza dell'arma ad elevate e continue cadenze di tiro. Per esempio, se venissero sparati senza interruzione 2000 colpi a cadenza elevata da un'arma a singola canna, ciò darebbe origine al surriscaldamento della canna (in alcuni casi fino a distorcerla) o all'inceppamento. Infine vi è come fattore ulteriormente limitante la velocità alla quale le cartucce possono venire caricate e i bossoli estratti. In un progetto a singola canna questi compiti devono alternarsi. Un sistema a canna multipla permette a queste operazioni di avvenire simultaneamente, con canne diverse in diversi punti del ciclo. Inoltre, un'arma di tipo Gatling a cinque canne che spara 2000 colpi, in effetti ne spara 400 per canna, una cadenza di tiro accettabile. La loro elevata cadenza di tiro le rende adatte a sistemi che spesso hanno poco tempo per ingaggiare il bersaglio, come i CIWS che difendono gli obiettivi da veloci missili antinave, che peraltro spesso viaggiano a pelo d'acqua o con traiettorie non rettilinee.

## Combinazioni di più Gatling

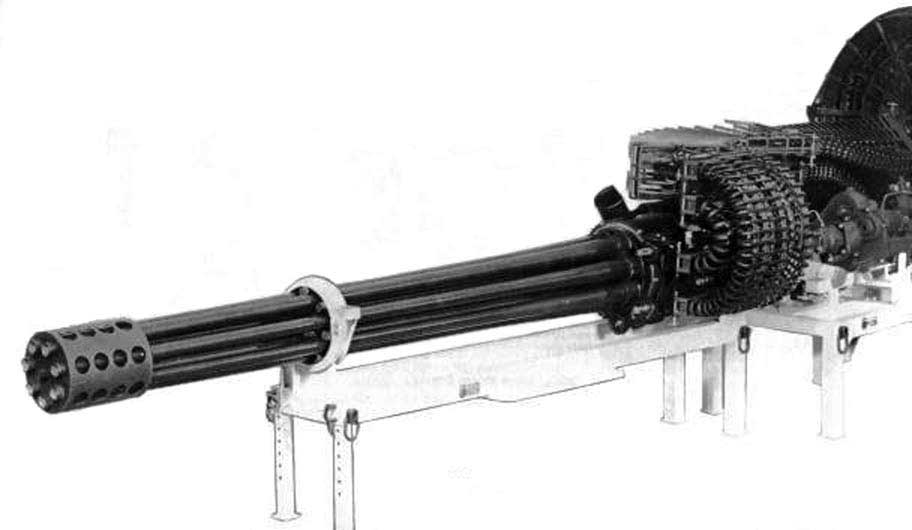
Il GAU-8 Avenger, il cannone a canne rotanti del Fairchild-Republic A-10 Thunderbolt II

Molte tra queste armi sono utilizzate con efficacia letale nelle "gunship" volanti dell'USAF, ad esempio nelle AC-47, AC-119 e Lockheed AC-130 gunships, dal momento che la loro grande capacità di carico permette di portare a bordo sia i cannoni che una grande quantità di munizionamento necessaria a sostenere lunghi periodi operativi. Con un controllo di tiro elettronico, che comprende sofisticati sistemi di navigazione e di acquisizione del bersaglio, i Minigun possono essere usati efficacemente anche contro bersagli nascosti e il loro angolo di tiro le rende adatte per colpire trincee e bersagli interrati poco profondamente. L'abilità dei loro piloti nel concentrare il fuoco del Gatling in aree molto strette produce quello che viene chiamato il Red Tornado, causato dalla luce dei proiettili traccianti, mentre la piattaforma volante compie di notte cerchi concentrici intorno all'obbiettivo 
.

## Basso tasso di inceppamento
In aggiunta all'alto tasso di fuoco, i sistemi moderni hanno il vantaggio di essere azionati da motori elettrici a differenza delle mitragliatrici convenzionali, che si servono dell'energia dei gas prodotti dall'esplosione delle cariche delle cartucce.
Questo aumenta l'affidabilità, dal momento che un difetto nell'esplosione di una cartuccia non interrompe il ciclo operativo. Altri tipi di inceppamenti, dovuti alla difettosa espulsione della cartuccia o a problemi nell'alimentazione di proiettili dalla catena, sono comunque ridotti di molto grazie alla forza fornita dal motore elettrico.
Esistono sistemi moderni a canne rotanti, piuttosto complessi meccanicamente e poco diffusi, che traggono sia la forza per il movimento delle canne, che per l'alimentazione e per l'espulsione, dal recupero dei gas dell'esplosione delle cartucce. La più veloce arma di questo tipo è il cannone sovietico Gryazev-Shipunov GSh-6-23 (23 mm), da 10.000 colpi al minuto.